# Émile Perez
Émile Pérez (1956 à Sidi Bel Abbès en Algérie - ) est un haut fonctionnaire et syndicaliste français.

## Carrière professionnelle
En 1978-1979, il est élève à l'École nationale supérieure de la police, Saint-Cyr-au-Mont-d'Or, Rhône.
En 1979-1980, il est affecté au Centre de Stage de Toulon - Marseille.
De 1980 à 1982, il devient Directeur Départemental Adjoint des Renseignements Généraux de l'Isère, Grenoble.
De 1982 à 1985, il est Chef de Service des Renseignements Généraux - Reims, Marne.
De 1985 à 1990, il devient Directeur Départemental des Renseignements Généraux du Jura, Lons-le-Saunier.
De 1990 à 1992, il occupe le poste de chef du service départemental des Renseignements Généraux de Saône-et-Loire, Mâcon.
De 1997 à 2001, il est attaché de Police pour les États-Unis et le Canada, Ambassade de France, Service de Coopération Technique Internationale de Police (SCTIP), Washington DC et Ottawa.
De 2001 à avril 2004, il est sous-directeur des enseignements à la Direction de la formation de la Police nationale (DFPN), Lognes - Seine et Marne.
Depuis le 8 avril 2004, il est directeur des services actifs, chargé de la Direction de la formation de la Police nationale.
En 2008, il est nommé chef du Service de coopération technique internationale de police (SCTIP).
En 2010, il est nommé chef de la Direction de la Coopération Internationale, première direction commune entre la Police Nationale et la Gendarmerie Nationale

## Activités syndicales
De 1992 à 1997, il est secrétaire général du Syndicat des commissaires de la Police nationale (SCHFPN- majoritaire)

## Distinctions
- Officier de la Légion d'honneur (2012)[4]
- Officier de l'ordre national du Mérite
- Chevalier de l'ordre des Palmes académiques